# Lake Barrington (Tasmanien)
Der Lake Barrington ist ein Stausee im Norden des australischen Bundesstaates Tasmanien.
Der 20 km lange Stausee liegt 40 km südlich von Devonport am Mittellauf des Forth Rivers.

## Bau
Die Staumauer wurde 1969 errichtet, um einen Stausee für die Devils Gate Power Station anzulegen. Am Ufer des Sees wurde ein 183 ha großes Gebiet als staatliches Naturschutzgebiet erklärt.

## Rudern
Der Lake Barrington ist eine Ruderstrecke von Weltrang. Dort wurden die Ruder-Weltmeisterschaften 1990, die jährlichen Head-of-River-Meisterschaften der tasmanischen Schulen und verschiedene australische Rudermeisterschaften ausgetragen.
Letztere fanden 1984, 1987, 1990, 1994, 1997, 2003, 2006 und 2009 hier statt.